# Ciudad de Valle
La Ciudad de Valle (Dale en el original en inglés) es un lugar ficticio perteneciente al legendarium del escritor británico J. R. R. Tolkien. Es una ciudad situada al norte de la Tierra Media, sobre el río Celduin, y entre la Montaña Solitaria y el Lago Largo. Es mencionada por Tolkien por primera vez en El hobbit, en el relato del viaje de Bilbo Bolsón y la compañía de Enanos a la Montaña Solitaria. En tiempos de la Guerra del Anillo, esta ciudad era la capital del reino de Valle.

## Geografía
Valle es una importante ciudad del noreste de la Tierra Media, ubicada en la margen oeste del Celduin («río Rápido»), a pocas millas de su nacimiento, justo donde este hacía una amplia curva; y a la sombra de Erebor, la Montaña Solitaria, en un valle abrigado por dos brazos de la misma, que se extendían hacia el Sur. Quizá de este hecho deriva el nombre de la ciudad, Dale, palabra inglesa que hace referencia a un valle entre montañas. Tan cercana estaba la ciudad a Erebor que desde la estribación sur, en cuya punta se encontraba la Colina del Cuervo, y aún desde la misma Puerta Principal; que «(...)mirando con atención por encima del estrecho curso de agua, que saltaba espumosa entre peñascos...», se podía «(...)ver en el amplio valle, ensombrecidas por los brazos de la Montaña, las ruinas grises de casas, torreones y muros antiguos...»

## Origen e Historia
El origen de Valle es incierto, puesto que Tolkien no brindó explicaciones sobre el mismo. Aun así, parece claro que los Hombres del Norte (descendientes del Pueblo de Marach), que se asentaron en la región entre el Bosque Negro y el río Carnen en los primeros siglos de la Tercera Edad, fueron los fundadores. Michael Martínez aventura que, con la llegada de los Enanos Barbiluengos a la Montaña Solitaria en el 1999 TE, la ciudad, o una comunidad de hombres, ya se encontraban en el lugar; pero que su desarrollo e importancia como enclave comercial estaría relacionada con la llegada de Thrór en el 2590 TE, puesto que «(...)los líderes locales probablemente vieron una buena oportunidad ante ellos e invitaron a sus amigos y parientes de toda la región a unirse a ellos. Levantaron la ciudad que se convirtió en Valle.»
Por su ubicación geográfica, es probable que la ciudad fuera un importante mercado donde se concentraban las producciones de los valles que se extendían entre el Celduin y el Carnen, y fuera competencia de Esgaroth en el comercio regional; así como exportadora y consumidora de la producción industrial-artesanal de los Enanos de la Montaña Solitaria. Es probable, pues, que los hombres habitantes de la ciudad comerciaran con los Enanos de Erebor, la Ciudad de Esgaroth, en el Lago Largo y con los elfos silvanos del Bosque Negro, puesto que, como el propio Tolkien indica, en la época de Thrór los enanos «(...)prosperaron y se enriquecieron y tuvieron la amistad de todos los hombres de las cercanías...», a quienes los Enanos proveían de armas y pertrechos militares, además de otros productos. «(...)De este modo los hombres del norte que vivían entre el Celduin (río Rápido) y el Carnen (Aguas Rojas), se hicieron fuertes y rechazaron a todos los enemigos del este...»
La ciudad fue completamente destruida cuando el dragón Smaug se apoderó del tesoro de los Enanos en Erebor. Esto sucedió durante el reinado de Girion, y los habitantes supervivientes se exiliaron a la Ciudad del Lago en el año 2770 de la Tercera Edad.
«(...)Ahí yace todo lo que queda de Valle, dijo Balin. Las laderas de la Montaña estaban verdes de bosques y los terrenos resguardados eran ricos y agradables en el tiempo en que las campanas repicaban en la ciudad. Parecía triste y furioso a la vez cuando lo dijo; él mismo había sido compañero de Thorin el día que llegó el dragón.».
Estuvo deshabitada por muchos años mientras las montañas estaban bajo el control del dragón.
Con la muerte de Smaug, y tras la Batalla de los Cinco Ejércitos, la ciudad fue reconstruida por Bardo el Arquero, heredero de Girion y asesino del dragón, con la ayuda de la recompensa obtenida con la reconquista de Erebor. Bardo se convirtió así en rey de Valle, cuyo reino abarcó desde entonces otras poblaciones como Esgaroth.
Gandalf es indirectamente responsable de la reconstrucción de la ciudad, puesto que él empezó todo el proceso que terminó con la muerte de Smaug. Algunos piensan que Gandalf fue capaz de prever la guerra que se avecinaba, e hizo esto en busca de que Sauron tuviese que sostener una lucha en dos frentes. Posiblemente, Gandalf consideró que la situación en el norte no estaba en un buen momento, y decidió que debía ayudar. También pudo haber previsto el potencial que tenía el dragón como arma del Enemigo y decidió eliminarla.
En la Guerra del Anillo la ciudad fue saqueda una vez más por tropas de Orcos y Hombres Orientales. La gente de la ciudad se refugió en Erebor con los enanos. Fue en la Batalla de la Ciudad del Valle donde Dáin, Rey Bajo la Montaña, y Brand, Rey de la Ciudad de Valle, murieron defendiendo la montaña. Esta batalla fue, a pesar de todo, una victoria para los Hombres y los Enanos, tras la que contribuyeron a la liberación de Esgaroth. Tras la derrota de Sauron, la ciudad volvió a ser reconstruida. Para la coronación del Rey Elessar, el rey de Valle era Bardo II, y con la creación del Gran Reino Unificado, Valle y Erebor fueron por siempre aliados de la corona de Gondor.